# Милино (Омська область)
Милино (рос. Милино) — присілок у Большереченському районі Омської області Російської Федерації.
Належить до муніципального утворення Інгалинське сільське поселення. Населення становить 44 особи.

## Історія
Згідно із законом від 30 липня 2004 року органом місцевого самоврядування є Інгалинське сільське поселення.

## Населення
| 1926 | 2002 | 2010 |
| ---- | ---- | ---- |
| 304  | ↘94  | ↘44  |